# Villars-Tiercelin
Villars-Tiercelin (toponimo francese) è una frazione di 408 abitanti del comune svizzero di Jorat-Menthue, nel Canton Vaud (distretto del Gros-de-Vaud).

## Storia

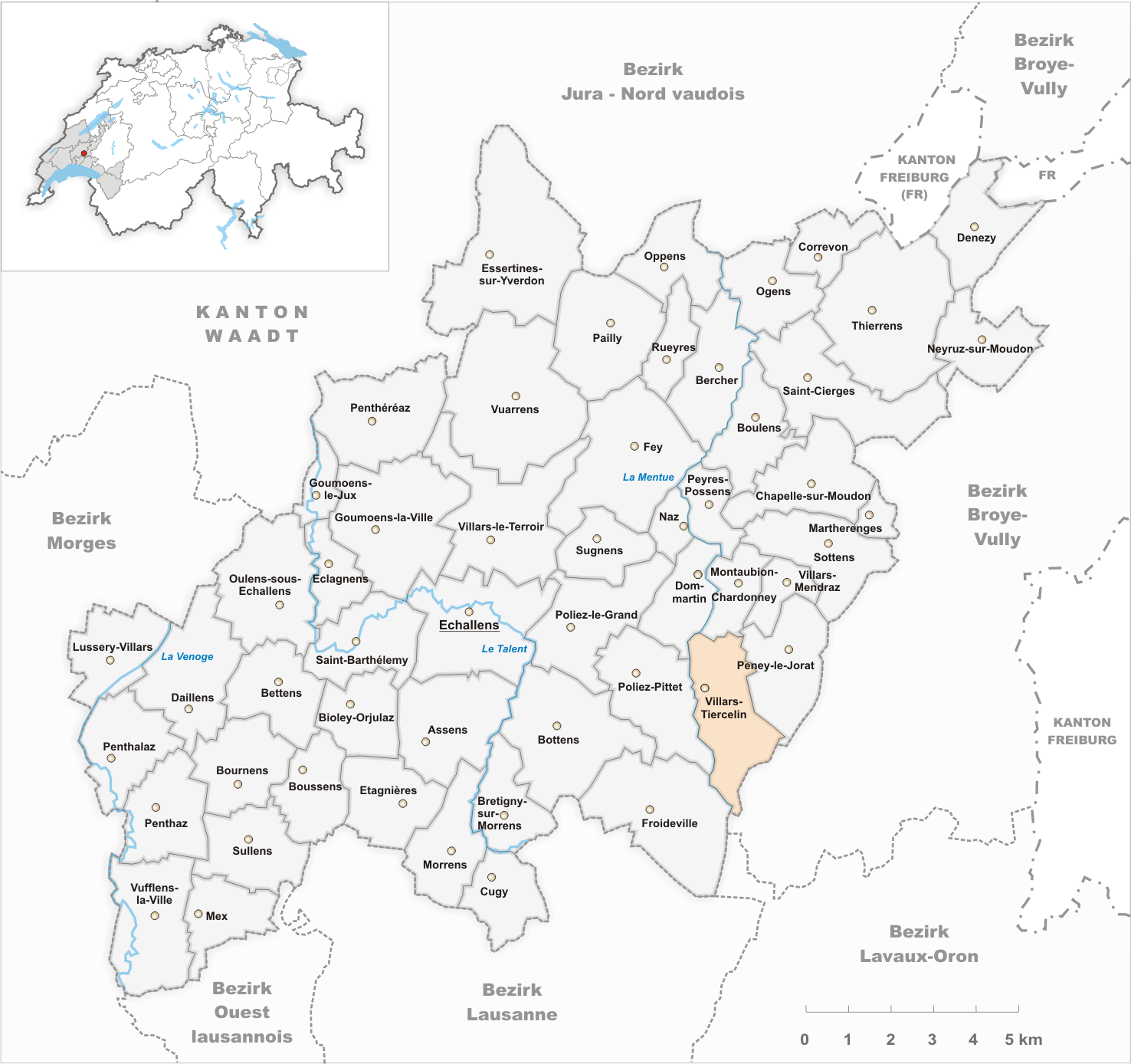
Il territorio del comune di Villars-Tiercelin prima degli accorpamenti comunali del 2011

Già comune autonomo che si estendeva per 5,02 km², nel 2011 è stato accorpato agli altri comuni soppressi di Montaubion-Chardonney, Peney-le-Jorat, Sottens e Villars-Mendraz per formare il nuovo comune di Jorat-Menthue.

### Simboli
Lo stemma del comune era partito d'argento e di rosso, alla fascia ondata dell'uno all'altro.
La fascia ondata rappresenta il fiume Menthue; gli smalti argento e rosso si riferiscono all'appartenenza all'ex signoria di Dommartin e alla diocesi di Losanna.

## Società

### Evoluzione demografica
L'evoluzione demografica è riportata nella seguente tabella:
Abitanti censiti

## Amministrazione
Ogni famiglia originaria del luogo fa parte del cosiddetto comune patriziale e ha la responsabilità della manutenzione di ogni bene ricadente all'interno dei confini della frazione.